# The Emperor Wears No Clothes
O imperador está nu é um livro escrito por Jack Herer. Iniciado em 1973, Jack Herer aceitou o conselho de seu amigo Capitão Ed Adair e começou a compilar informações sobre cannabis e suas numerosas utilidades. Em 1985, depois de 12 anos, seus dados foram publicados no livro O imperador está nu (The Emperor Wears No Clothes). O livro está em sua décima primeira edição.
O livro oferece $100,000 para quem puder provar que a premissa dentro dele (abaixo) está errada:
Se todo o óleo fossil e seus derivados, assim como as árvores utilizadas na construção e para produzir papel, fossem banidos para salvar o planeta, revertendo o efeito-estufa e parando o desflorestamento; então só existe uma conhecida fonte natural renovável anualmente que é capaz de suprir a maior parte das necessidades de papel e produtos têxteis do planeta; toda a utilização de transportes e energia industrial doméstica, simultaneamente reduzindo a poluição, reconstruindo o solo e limpando a atmosfera, tudo ao mesmo tempo… e esta substância é - a mesma que era antes de tudo - a cannabis… Marijuana!
O título do livro é uma referência ao famoso conto de fadas de Hans Christian Andersen A roupa nova do rei.

## References
1. Herer, Jack.  1985. The Emperor Wears No Clothes. Ah Ha Publishing, Van Nuys, CA.